# Boombox (album Kylie Minogue)
Boombox: The Remix Album 2000-2008 (također poznat i kao Boombox: Kylie's Remixes 2000-2009 u Japanu) je remiks album australske pjevačice Kylie Minogue, objavljen 5. siječnja 2009., u izdanju diskografse kuće Parlophone. Na albumu su remiksi producirani od 2000. do 2008. godine, uključujući remiks do tad neobjavljene naslovne pjesme, "Boombox".
11. prosinca 2008. godine objavljeno je da će album biti izdan u SAD-u, što se podudara s Kylienom nominacijom za Grammy.

## Popis pjesama
1. "Can't Get Blue Monday out of My Head" (Bootleg with New Order) – 4:05
2. "Spinning Around" (7th District Club Mental Mix) – 4:09
3. "Wow" (Death Metal Disco Scene Mix) – 4:01
4. "Love at First Sight" (Kid Crème Vocal Dub) – 3:41
5. "Slow" (Chemical Brothers Mix) – 4:45
6. "Come Into My World" (Fischerspooner Mix) – 4:18
7. "Red Blooded Woman" (Whitey Mix) – 3:36
8. "I Believe in You" (Mylo Mix) – 3:24
9. "In Your Eyes" (Knuckleheadz Mix) – 3:48
10. "2 Hearts" (Mark Brown's Pacha Ibiza Upper Terrace Mix) – 4:20
11. "On a Night Like This" (Bini & Martini Mix) – 4:04
12. "Giving You Up" (Riton Re-Rub Vocal Mix) – 4:13
13. "In My Arms" (Sébastien Léger Vocal Mix) – 3:49
14. "The One" (Bitrocka remix) – 4:43
15. "Your Disco Needs You" (Casino Mix) – 3:40
16. "Boombox" (LA Riots Remix) – 3:58

Bonus pjesme japanskog izdanja
1. "All I See" (s Mimsom) – 3:49
2. "Wow" (CSS Remix) – 3:13
3. "Can't Get You Out of My Head" (Greg Kurstin Mix) – 4:06

Digitalne bonus pjesme
1. "Can't Get You Out of My Head" (Greg Kurstin Mix) – 4:06
2. "Butterfly" (Mark Picchiotti Sandstorm Dub) – 9:03

Međunarodno digitalno deluxe izdanje
- Disk 1:

1. "Can't Get Blue Monday out of My Head" (miješanje s New Orderom) – 4:05
2. "Spinning Around" (7th District Club Mental Mix) – 4:09
3. "Wow" (Death Metal Disco Scene Mix) – 4:01
4. "Love at First Sight" (Kid Crème Vocal Dub) – 3:41
5. "Slow" (Chemical Brothers Mix) – 7:14
6. "Come Into My World" (Fischerspooner Mix) – 4:18
7. "Red Blooded Woman" (Whitey Mix) – 3:36
8. "I Believe in You" (Mylo Mix) – 3:24
9. "In Your Eyes" (Knuckleheadz Mix) – 3:48
10. "2 Hearts" (Mark Brown's Pacha Ibiza Upper Terrace Mix) – 4:20
11. "On a Night Like This" (Bini & Martini Mix) – 4:04
12. "Giving You Up" (Riton Re-Rub Vocal Mix) – 4:13
13. "In My Arms" (Sébastien Léger Vocal Mix) – 3:49
14. "The One" (Bitrocka remix) – 4:43
15. "Your Disco Needs You" (Casino Mix) – 3:40
16. "Boombox" (LA Riots Remix) – 3:58
17. "Can't Get You out of My Head" (Greg Kurstin Mix) – 4:06
18. "Butterfly" (Mark Picchiotti Sandstorm Dub) – 9:03

- Disk 2:

1. "Can't Get You Out of My Head"
2. "Spinning Around"
3. "Wow"
4. "Love at First Sight"
5. "Slow"
6. "Come Into My World" (Radio Mix)
7. "Red Blooded Woman"
8. "I Believe in You"
9. "In Your Eyes"
10. "2 Hearts"
11. "On a Night Like This"
12. "Giving You Up"
13. "In My Arms"
14. "The One"
15. "Your Disco Needs You"

## Top ljestvice
| Top ljestvica (2008)           | Najviša pozicija |
| ------------------------------ | ---------------- |
| Japan                          | 146              |
| Top ljestvica (2009)           | Najviša pozicija |
| Ujedinjeno Kraljevstvo (dance) | 2                |
| Ujedinjeno Kraljevstvo         | 28               |
| Grčka                          | 31               |
| Grčka (međunarodna)            | 9                |
| Češka                          | 43               |
| Kanada                         | 124              |
| Francuska                      | 180              |
| SAD (Electronic Album)         | 10               |
| Poljska                        | 32               |
| Argentina                      | 9                |
| Australija                     | 72               |

## Povijest izdanja
- Japan: 17. prosinca 2008.
- Europa: 2. siječnja 2009.
- UK, Meksiko: 5. siječnja 2009.
- Švedska 7. siječnja 2009.
- Tajvan: 9. siječnja 2009.
- Kanada: 13. siječnja 2009.
- SAD: 27. siječnja 2009.
- Italija: 6. veljače 2009.
- Australija: 28. veljače 2009.
- Argentina: 3. ožujka 2009.